# London Wetland Centre
London Wetland Centre – rezerwat przyrody obejmujący mokradła w Barnes, w Richmond upon Thames w Londynie. Zarządza nim Wildfowl and Wetlands Trust.
Centrum ma ponad 100 akrów (40 hektarów), na których początkowo znajdowało się kilka małych zbiorników wodnych. Przed otwarciem Centrum w 2000 przekształcono je w różne typy mokradeł. Był to pierwszy tego typu miejski projekt w Zjednoczonym Królestwie.
W London Wetland Centre żyje wiele gatunków ptaków, m.in. kaczka krakwa, płaskonos, bąk, rożeniec, czajka, wodnik krogulec, jaskółka brzegówka, zimorodek, perkozek czy perkoz dwuczuby. Można tam spotkać także inne zwierzęta, m.in. karczowniki ziemnowodne czy nietoperze.